# Гері (Каліфорнія)
Гері (англ. Garey) — переписна місцевість (CDP) в США, в окрузі Санта-Барбара штату Каліфорнія. Населення — 72 особи (2020).

## Географія
Гері розташоване за координатами 34°53′9″ пн. ш. 120°18′49″ зх. д. / 34.88583° пн. ш. 120.31361° зх. д. (34.885821, -120.313750).  За даними Бюро перепису населення США в 2010 році переписна місцевість мала площу 3,29 км², з яких 3,28 км² — суходіл та 0,01 км² — водойми.

## Демографія
Згідно з переписом 2010 року, у переписній місцевості мешкало 68 осіб у 28 домогосподарствах у складі 18 родин. Густота населення становила 21 особа/км².  Було 29 помешкань (9/км²).
Расовий склад населення:
| - 77,9 % — білих - 1,5 % — корінних американців - 7,4 % — осіб інших рас |

До двох чи більше рас належало 13,2 %. Частка іспаномовних становила 30,9 % від усіх жителів.
За віковим діапазоном населення розподілялося таким чином: 19,1 % — особи молодші 18 років, 67,7 % — особи у віці 18—64 років, 13,2 % — особи у віці 65 років та старші. Медіана віку мешканця становила 45,0 року. На 100 осіб жіночої статі у переписній місцевості припадало 112,5 чоловіків;  на 100 жінок у віці від 18 років та старших — 111,5 чоловіків також старших 18 років.
Цивільне працевлаштоване населення становило 160 осіб. Основні галузі зайнятості: сільське господарство, лісництво, риболовля — 82,5 %, транспорт — 10,6 %, науковці, спеціалісти, менеджери — 1,9 %.